# Apterygida media
Espèce
Synonymes
- Forficula media Hagenbach, 1822 (protonyme)

Apterygida media est une espèce de dermaptères de la famille des Forficulidae.

## Répartition

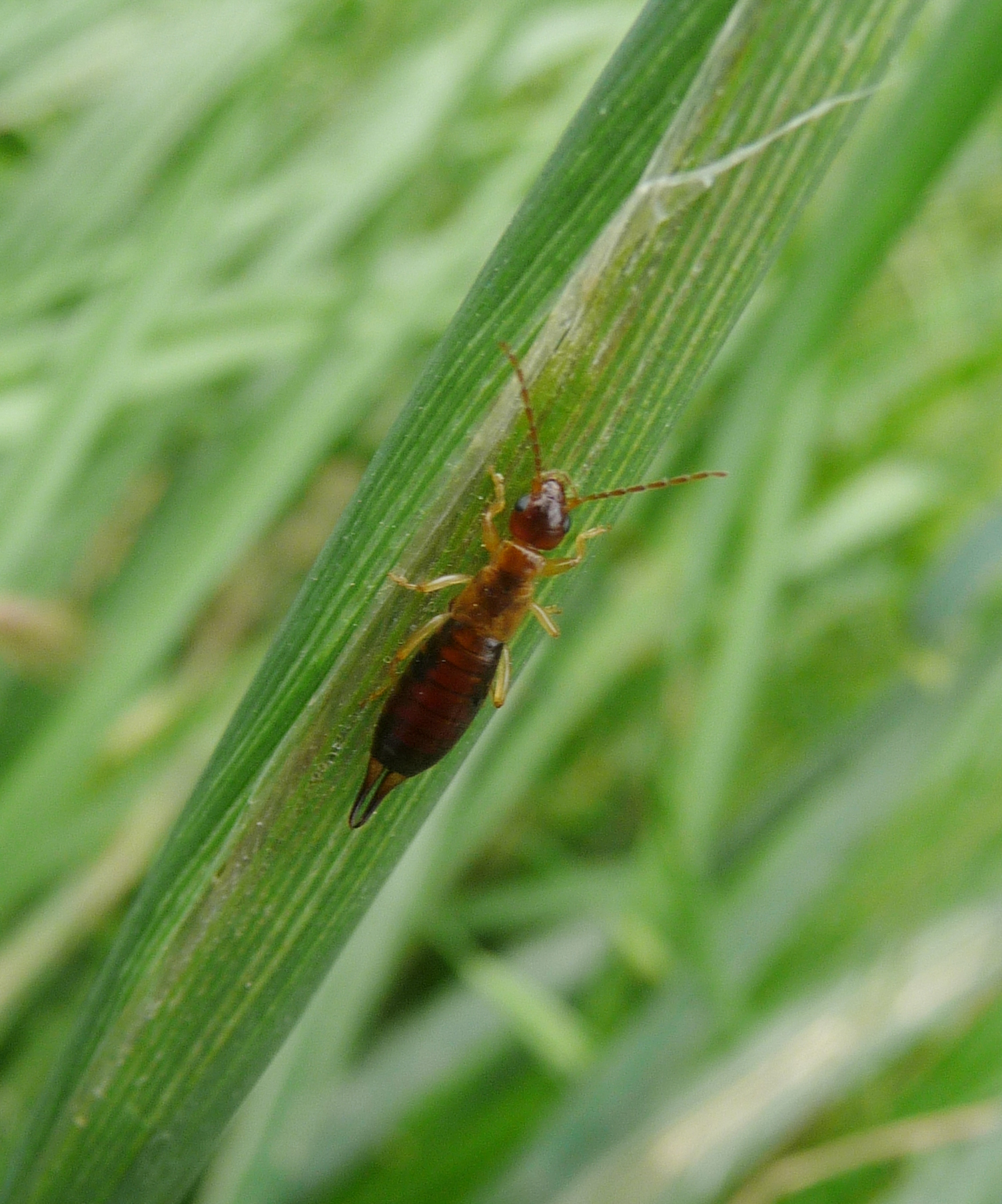
Un spécimen femelle à Livourne, en Italie.

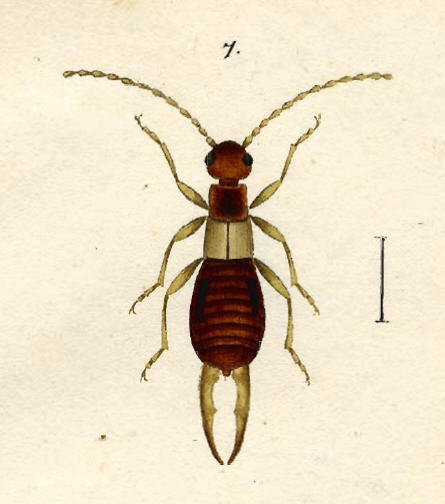
Dessin d'un individu mâle (appelé à l'époque Forficula media) ; planche de Johann Jacob Hagenbach publiée lors de la description originale en 1822.

Cette forficule possède une distribution européenne. Elle se rencontre de la Suède jusqu'en Grèce et du Portugal jusqu'en Ukraine,.

## Taxinomie
Cette espèce a été décrite pour la première fois en 1822 par l'entomologiste suisse Johann Jacob Hagenbach (1802 ?-1825). Elle a pour protonyme Forficula media.